# بدر الدين عميد
بدرالدین عمید كان أحد من أمراء محمد خوارزم شاه الثاني في أترار. هو ابن القاضي عميد سعد وقُتل أبه وعمه وبعض من عائلته بيد السلطان محمد. منذ ذلك الحين كان على عداوة مع السلطان محمد لذا أمدّ الجنكيز بالكثير من المعلومات حول بلاط الملك.